# Douglas Silva (futebolista)
Douglas Silva (Rio de Janeiro, 15 de março de 1980) é um ex-futebolista brasileiro que atuava como volante. Atualmente é dono e técnico de uma escolinha de futebol.

## Carreira
Formou-se nas categorias de base do Bangu, jogando no clube até 2000. Depois teve passagens por Atlético Paranaense, Sport, Grêmio, Flamengo, Brasiliense, Criciúma, Avaí , Atlético de Ibirama e Portuguesa-RJ.
Foi destaque no Atlético Paranaense, onde foi campeão brasileiro, e no Grêmio, onde atuou na Libertadores em 2003, fazendo inclusive gol no jogo contra o Peñarol do Uruguai. Em fevereiro de 2015 anunciou sua aposentadoria do futebol.
| “ | "Minha vida profissional passou. Não tem mídia, status, dinheiro. Tenho fama entre aspas. Sou uma pessoa normal como qualquer outra." | ” |

Hoje administra uma escolinha de futebol com o nome de Projeto Douglas Silva, no bairro de Bangu.

## Títulos
Atlético-PR
- Campeonato Brasileiro: 2001
- Campeonato Paranaense: 2002

Flamengo
- Taça Guanabara: 2004
- Campeonato Carioca: 2004

Brasiliense
- Campeonato Brasiliense: 2006

Olaria
- Troféu Moisés Mathias de Andrade: 2010